# Roland Kökény
Roland Kökény, född den 24 oktober 1975 i Miskolc i Ungern, är en ungersk kanotist.
Han tog OS-guld i K2 1000 meter i samband med de olympiska kanottävlingarna 2012 i London.